# Aeropuerto de Chístopol
El Aeropuerto de Chístopol (en ruso: Аэропорт Чистополь; IATA: , ICAO: UWKI), se encuentra 7 km al sudoeste de Chístopol, en la República de Tartaristán, Rusia.
Se trata de aeropuerto con una pequeña terminal de pasajeros que, en su momento, sirvió para vuelos regionales. En la actualidad es utilizado por el aeroclub local «Aeroclub de Chístopol» (en ruso: «Чистопольский аэроклуб».

## Pista
El aeropuerto de Chístopol dispone de una pista de hormigón en dirección 06/24 de 1.500 × 25 m (4.921 × 82 pies).